# Alireza Džahanbachš
Alireza Džahanbachš Jirendeh (persky: علیرضا جهانبخش جیرنده , přepisováno takéAlirezâ Jahânbaxš Jirende; * 11. srpna 1993, Jirandeh) je íránský profesionální fotbalista, který hraje jako pravé křídlo nebo útočný záložník za Feyenoord Rotterdam a íránskou reprezentaci.
S reprezentací vyhrál Pohár národů CAFA 2023 a Mistrovství mládeže AFF U-19 2012.
Stal se také nejlepším střelcem Eredivisie. Stal se tak prvním Asijcem, kterému se to podařilo.
Je také nejdražší íránský fotbalista v historii.

## V médiích

### Sociální sítě
V lednu 2020 Džahanbachš řekl, že zveřejnil na Instagramu fotografii íránského generálmajora Qasema Soleimaniho, který byl zabit při náletu na mezinárodní letiště Bagdád v roce 2020, a také že příspěvek byl stažen.

### Sponzor
Džahanbachš podepsal smlouvu s Adidas.

## Klubová kariéra
Fotbal začal hrát v íránských klubech. Později [kdy?] přestoupil do West Bromwich Albion, hrál také za AZ Alkmaar a odtamtud ho koupil Feyenoord.

## Reprezentační kariéra

### Mládežnické reprezentace
Hrál za reprezentaci U19, s ní se zúčastnil mistrovství AFC U19 2010. Tehdy mu bylo 16 let.
Později hrál za reprezentaci U20 a byl jejím kapitánem.
Hrál ale také za reprezentaci U19 a s ní se kvalifikoval na mistrovství AFC U19 2012. V kvalifikaci vstřelil 5 gólu a další dva přidal na mistrovství.
Po těchto úspěsích byl povolán aby reprezentoval svoji zemi na LOH 2015, kde byl také kapitánem týmu.
S týmem se kvalifikoval na mistrovství AFC 2016 ale kvůli špatnému načasování nedorazil.

### Seniorský tým
V roce 2013 byl povolán na kvalifikační zápas proti Thajsku.
Později hrál na mistrovství světa ve fotbale 2014 a asijském poháru 2015.
Hrál i na mistrovství světa ve fotbale 2018, AFC Asian Cupu 2019, mistrovství světa ve fotbale 2022 a 2023 AFC Asian Cup

## Galerie

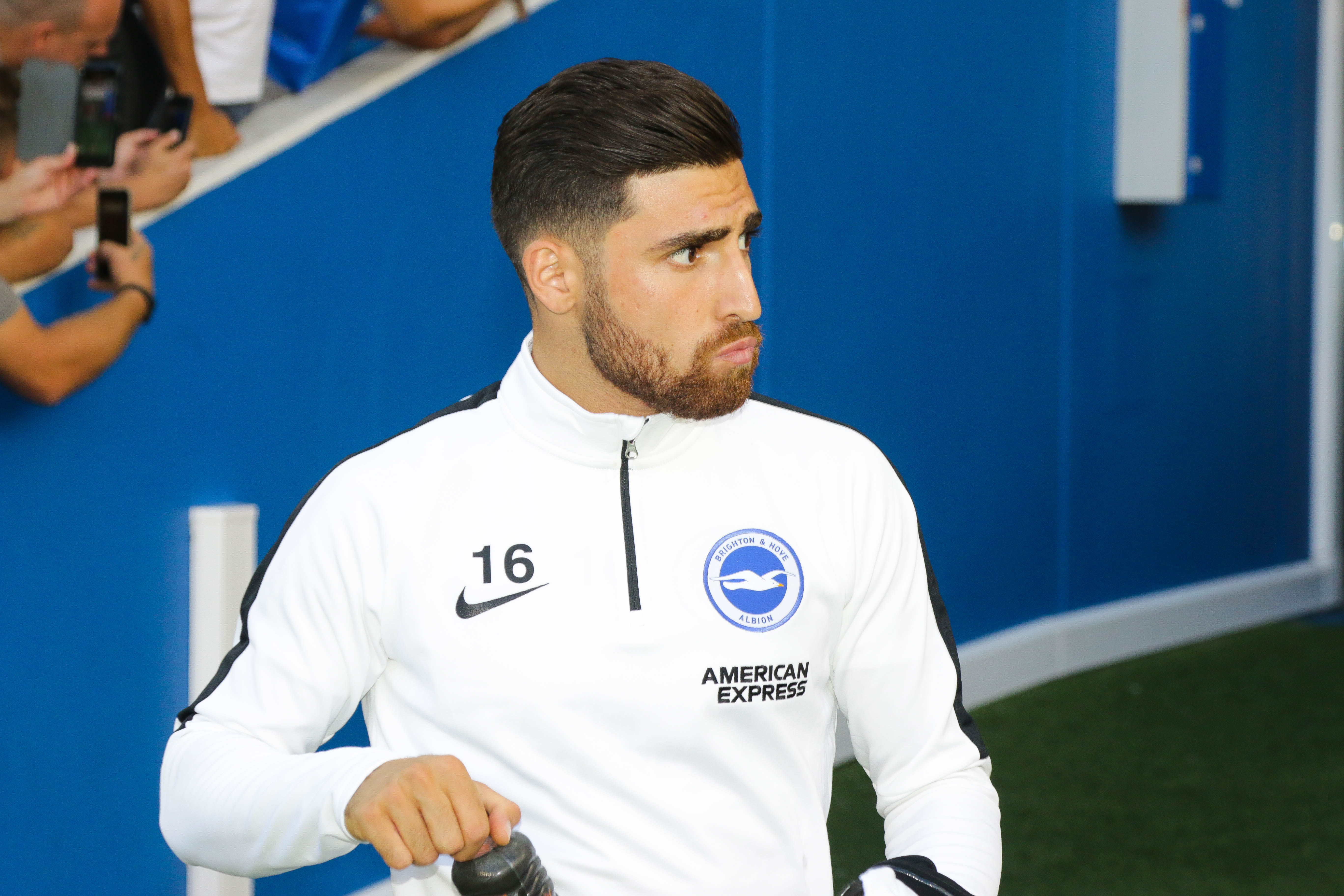
V Brightonu

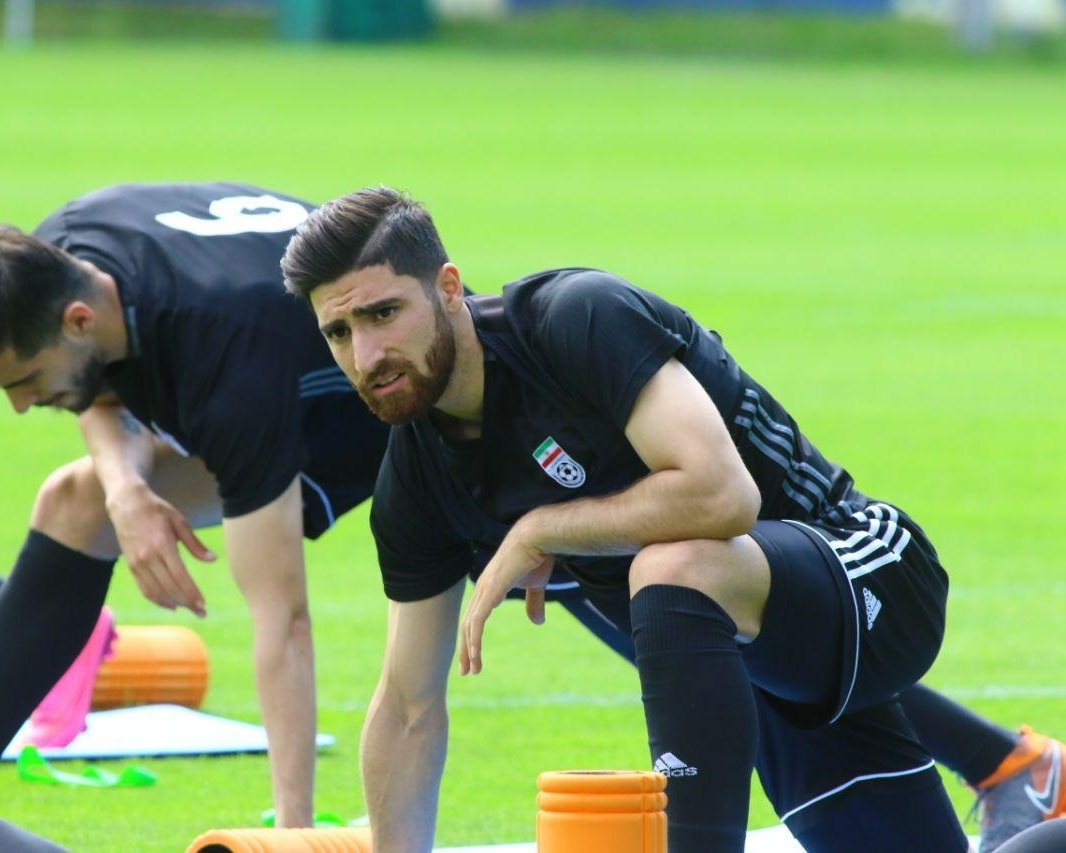
Na reprezentačním tréninku před mistrovství světa ve fotbale 2018

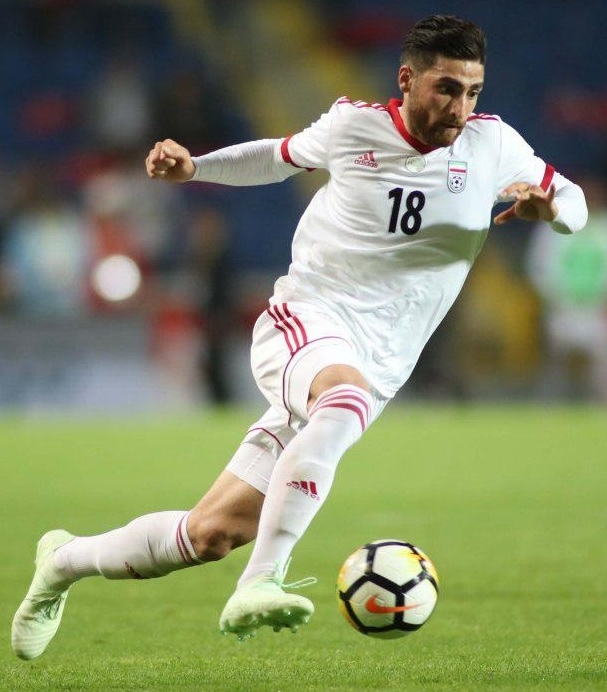
V utkání proti Turecku před mistrovstvím 2018

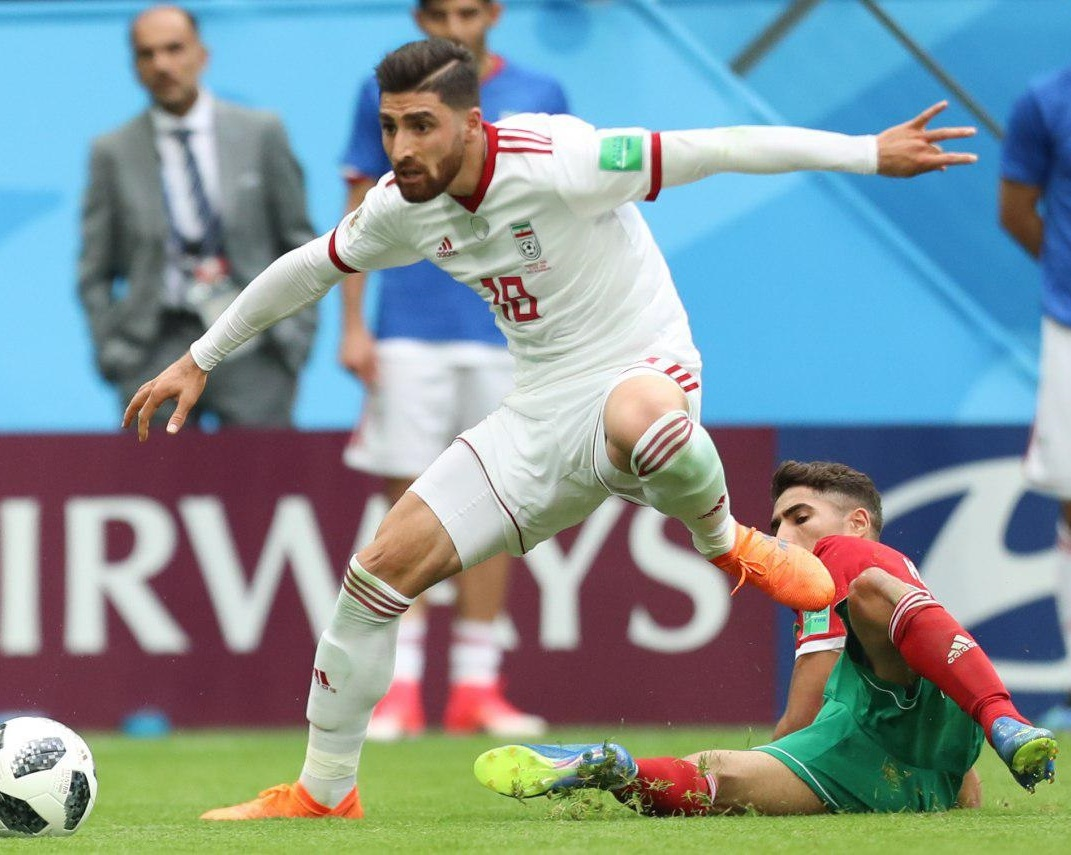
Na mistrovství 2018, proti Maroku

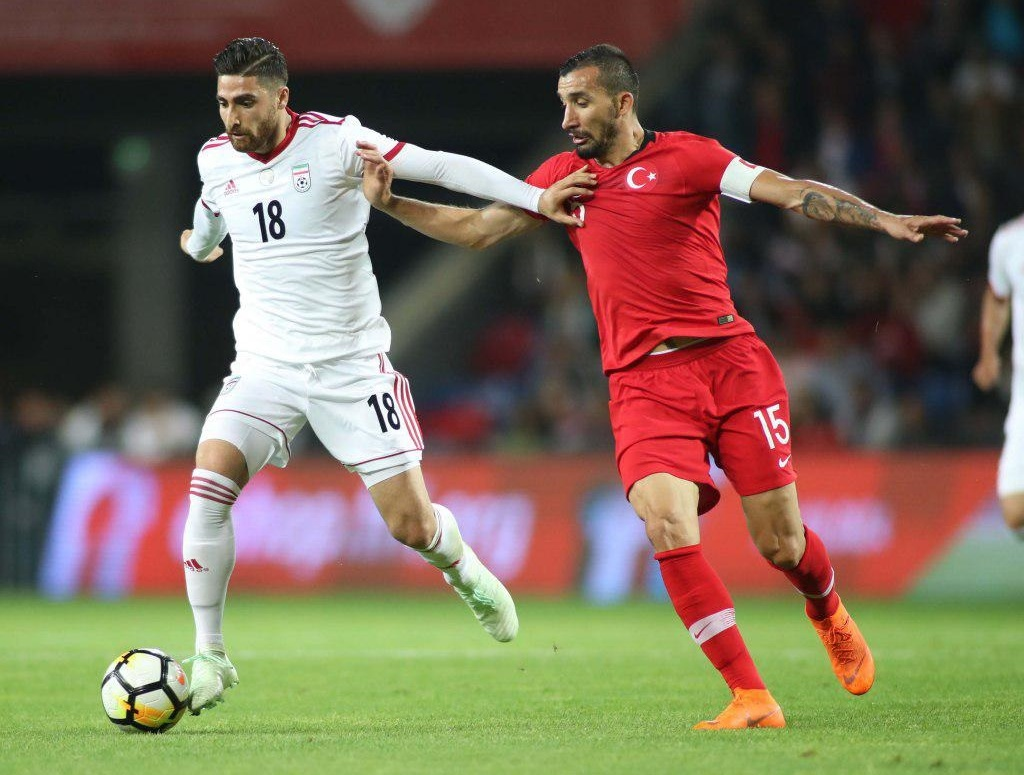
Proti Turecku